# Movimento Nazionale per la Sovranità
Il Movimento Nazionale per la Sovranità (MNS) è stato un partito politico italiano fondato nel 2017. Il partito nacque dalla confluenza di due soggetti politici di destra:
- La Destra di Francesco Storace, nata il 3 luglio 2007 da una scissione di Alleanza Nazionale;
- Azione Nazionale di Gianni Alemanno, fondata il 9 novembre 2015 dagli esponenti della Fondazione Alleanza Nazionale che si erano opposti nell'ultima assemblea della fondazione al rinnovo della concessione della licenza d'uso del nome e del simbolo di AN da parte di Fratelli d'Italia.

## Storia

### La fondazione
Il partito è stato lanciato come "Polo Sovranista" il 12 gennaio 2017 dal leader di La Destra, Francesco Storace e dal leader di Azione Nazionale, Gianni Alemanno. Azione Nazionale era l'associazione politica fondata nel 2015 dopo che nell'assemblea della Fondazione Alleanza Nazionale la cosiddetta "mozione dei quarantenni" venne sconfitta dalla mozione di Fratelli d'Italia, permettendo così al partito di Giorgia Meloni di tenere il simbolo di AN.
La scelta del nome e del simbolo del nuovo partito sovranista è avvenuta attraverso un sondaggio sul web.
Il partito è nato ufficialmente con il congresso fondativo del 18-19 febbraio 2017 al Marriot Park Hotel di Roma, presieduto da Domenico Nania, attraverso la fusione de La Destra e di Azione Nazionale. Durante il congresso Storace è stato eletto Presidente del partito, Alemanno è stato eletto Segretario e Roberto Menia Vicesegretario.
Sono stati eletti anche i membri dell'Assemblea nazionale del movimento.

### Elezioni amministrative del 2017
In occasione delle amministrative il Movimento decide di non presentare il proprio simbolo, tuttavia in numerose liste civiche in tutto il paese si ha la presenza di candidati iscritti all'MNS. Il risultato vede l'elezione di un consigliere comunale nelle coalizioni vincenti di centrodestra a L'Aquila, Rieti, Frosinone, Alessandria e Chiavari, dove viene eletto un consigliere comunale nella maggioranza indipendente di destra.
Pur non presentando simbolo o candidati, il Movimento appoggia la lista "#diventeràbellissima", schierandosi apertamente a sostegno dell'ex Vicesegretario nazionale de La Destra Nello Musumeci, eletto presidente con il 39,9% alle regionali in Sicilia del 5 novembre.
Qualche giorno dopo Storace e Alemanno decidono di appoggiare Matteo Salvini, segretario della Lega Nord, come candidato Premier in vista delle imminenti elezioni.

### Elezioni politiche e regionali del 2018
Il 31 gennaio 2018 Storace si dimette da presidente del movimento.
Il Movimento partecipa attivamente alla coalizione di centro-destra per le politiche di marzo 2018, a sostegno della Lega di Matteo Salvini. In particolare sono inseriti nelle liste della Lega alcuni candidati dell'MNS in Umbria, Lazio, Campania, Basilicata, Calabria e Sicilia, e viene eletto un senatore in Campania, Claudio Barbaro.
Il MNS alle elezioni regionali nel Lazio del 2018 e in Lombardia si schiera a sostegno dei candidati unitari del centro-destra Attilio Fontana e Stefano Parisi. Proprio nel Lazio Storace però da mesi appoggia il sindaco di Amatrice Sergio Pirozzi e così, scontrandosi con Alemanno, abbandona il Movimento che egli stesso aveva contribuito a fondare.
Alle regionali in Molise del 22 aprile 2018 il Movimento Nazionale presenta la propria lista a sostegno del candidato unitario di centro-destra Donato Toma, ottenendo il 2,7% dei consensi e nessun seggio.
Il 7 maggio 2018 nel corso dell’assemblea nazionale del Movimento viene eletto presidente Roberto Menia e portavoce, Marco Cerreto.
Il 14 maggio Michele Facci, presentatosi nella lista di Forza Italia e risultato primo dei non eletti, successivamente passato al Movimento Nazionale per la Sovranità, subentra nell'Assemblea legislativa dell'Emilia-Romagna a Galeazzo Bignami, a seguito delle dimissioni di quest'ultimo.
Alle amministrative del 10 giugno, il Movimento presenta il proprio simbolo solo a Brindisi, ottenendo il 2,1% e nessun seggio.

### Elezioni del 2019 e fine del percorso autonomo
Il 4 marzo 2019 Alemanno rimette il suo incarico da segretario dopo la condanna in primo grado per il processo di Mafia Capitale.
In occasione delle elezioni europee del 2019 vi è la decisione di inserire propri candidati nelle liste di Fratelli d'Italia, finalizzate ad un significativo patto federativo e alla definitiva confluenza, deliberata dagli organi nazionali il successivo 7 dicembre.

## Struttura

### Organigramma
- Presidente:Francesco Storace (2017-2019) Roberto Menia (2019)
- Segretario Nazionale: Gianni Alemanno (2017-2019), Marco Cerreto (2019)[25]
- Segretario GI: Bryan Carelli
- Portavoce: Marco Cerreto
- Direzione Nazionale: Giuseppe Scopelliti (coordinatore)
- Assemblea Nazionale: (coordinatore da eleggere)
- Collegio di Garanzia: Livio Proietti

### Organizzazione giovanile
L'organizzazione giovanile del movimento - indipendente comunque da esso - era Gioventù Identitaria.

## Risultati elettorali
| Elezione       | Voti   | %          | Seggi      |         |
| -------------- | ------ | ---------- | ---------- | ------- |
| Politiche 2018 | Camera | Nella Lega | Nella Lega | 0 / 630 |
| Politiche 2018 | Senato | Nella Lega | Nella Lega | 1 / 315 |